# 诺哈碧妲
诺哈碧妲·沙比里（1999年7月12日—），出生在马来西亚首都吉隆坡，是一位马来西亚女子跳水运动员。她曾获得三枚亚洲运动会奖牌、三枚英联邦运动会奖牌以及三枚东南亚运动会金牌。
諾哈碧妲於2023年和演員Jiggy Masin結婚。